# Mitrella clementensis
Mitrella clementensis är en snäckart som först beskrevs av Bartsch 1927.  Mitrella clementensis ingår i släktet Mitrella och familjen Columbellidae. Inga underarter finns listade i Catalogue of Life.